# Paullinia ingifolia
Paullinia ingifolia är en kinesträdsväxtart som beskrevs av Louis Claude Marie Richard och Antoine Laurent de Jussieu. Paullinia ingifolia ingår i släktet Paullinia och familjen kinesträdsväxter. Inga underarter finns listade i Catalogue of Life.